# Polymočovina

Polymočovina je elastomer vzniklý reakcí isokyanátu a syntetické pryskyřice postupnou polymerizací. Použitý isokyanát může být alifatický i aromatický a může jít o monomer, polymer i prepolymer. Prepolymer může být tvořen polymerními molekulani s aminovými i hydroxyl skupinami na konci.
Pryskyřice může obsahovat polymerní molekuly nebo substituenty těchto molekul zakončené aminovými skupinami. V molekulách těchto pryskyřic nebývají obvykle přítomny hydroxyly, pokud ano, tak jde o pozůstatky nedokonalé přeměny z molekul zakončených aminy. Pryskyřice zde mohou rovněž obsahovat různá aditiva, jako například pigmenty na polyolových nosičích, které mohou obsahovat hydroxyly. Obvykle se v pryskyřicích nenacházejí katalyzátory.

## Struktura polymeru

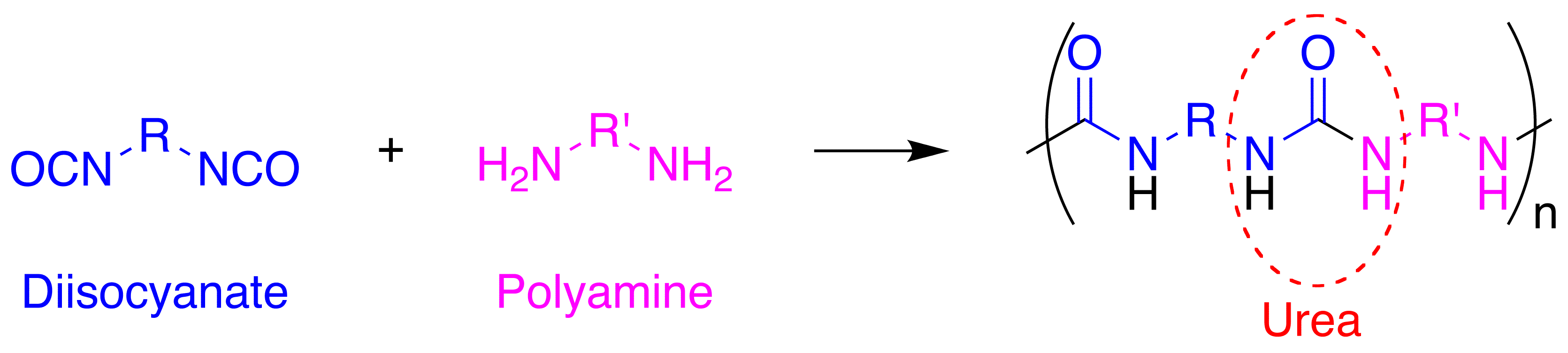
Obecná rovnice reakce vytvářející polymerový řetězec polymočoviny znázorňující monomerové reaktanty se zvýrazněním močovinové vazby u produktu

V molekule polymočoviny se střídavě opakují isokyanátové a aminové monomery, které tak vytvářejí močovinovou vazbu. Podobná struktura se může vytvořit i reakcí isokyanátů s vodou, kdy je meziproduktem kyselina karbamová. Tato kyselina se rychle rozkládá za uvolnění oxidu uhličitého, vzniklá aminová skupina reaguje s další molekulou isokyanátu a vytváří řetězec polymočoviny; tímto způsobem se vyrábějí polyuretany, přičemž uvolněný oxid uhličitý vytváří v produktu pěnovitou strukturu.

## Použití
Polymočovina a polyuretany se používají jako suroviny na výrobu elastických vláken.
Polymočovina byla původně používána jako ochrana desek stolů, následně byly vyvinuty dvousložkové materiály obsahující polymočovinu a polyuretany. Díky dobré reaktivitě a odolnosti vůči vlhkosti se používají jako součásti nátěrů na velké plochy, například v tunelech. Mají velmi dobrou přilnavost k betonu a oceli a tak se používají například i na bojových vozidlech.
V roce 2014 byly u elastomeru založeného na polymočovině prokázány samoléčivé vlastnosti, když se dva kusy tohoto materiálu po roztavení spojily v jeden. Došlo k prodloužení vazeb mezi molekulami elastomeru, tyto molekuly se daly od sebe snadněji oddělit; tento proces bylo možné opakovat. Natahovatelné a samoléčivé barvy a jiné nátěry se poté začaly běžněji používat.